# Giải quần vợt Wimbledon 2018 - Đôi nam khách mời
Lleyton Hewitt và Mark Philippoussis là đương kim vô địch, nhưng Hewitt được đặc cách vào nội dung đơn nam. Philippoussis đánh cặp với Tommy Haas, và đã bảo vệ thành công danh hiệu của anh, đánh bại Colin Fleming và Xavier Malisse trong trận chung kết, 7–6(7–4), 6–4.

## Kết quả

### Từ viết tắt
| - Q = Vòng loại - WC = Đặc cách - LL = Thua cuộc may mắn - Alt = Thay thế - SE = Miễn đặc biệt | - PR = Bảo toàn thứ hạng - w/o = Thắng nhờ đối thủ rút lui trước trận đấu - r = Bỏ cuộc giữa trận đấu - d = Bị xử thua - SR = Xếp hạng đặc biệt |

### Chung kết
|  | Chung kết |                               |    |   |  |  |
|  |           |                               |    |   |  |  |
|  | A2        | Colin Fleming Xavier Malisse  | 64 | 4 |  |  |
|  | B4        | Tommy Haas Mark Philippoussis | 7  | 6 |  |  |

### Bảng A
|    |                                | Clément Maclagan       | Fleming Malisse        | Gimelstob Hutchins | Rusedski Santoro | RR T-B | Set T-B | Game T-B | Xếp hạng |
| A1 | Arnaud Clément Miles Maclagan  |                        | 6–7(9–11), 6–3, [3–10] | 2–6, 5–7           | 7–5, 6–3         | 1–2    | 3–4     | 32–32    | 2        |
| A2 | Colin Fleming Xavier Malisse   | 7–6(11–9), 3–6, [10–3] |                        | 7–5, 7–6(7–3)      | 6–4, 7–5         | 3–0    | 6–1     | 38–32    | 1        |
| A3 | Justin Gimelstob Ross Hutchins | 6–2, 7–5               | 5–7, 6–7(3–7)          |                    | 1–6, 4–6         | 1–2    | 2–4     | 29–33    | 4        |
| A4 | Greg Rusedski Fabrice Santoro  | 5–7, 3–6               | 4–6, 5–7               | 6–1, 6–4           |                  | 1–2    | 2–4     | 29–31    | 3        |

### Bảng B
|    |                                      | Delgado Marray   | Enqvist Johansson     | González Grosjean | Haas Philippoussis    | RR T-B | Set T-B | Game T-B | Xếp hạng |
| B1 | Jamie Delgado Jonathan Marray        |                  | 6–7(3–7), 3–6         | 6–4, 3–6, [7–10]  | 3–6, 4–6              | 0–3    | 1–6     | 25–36    | 4        |
| B2 | Thomas Enqvist Thomas Johansson      | 7–6(7–3), 6–3    |                       | 5–7, 6–4, [10–4]  | 2–6, 7–6(7–3), [8–10] | 2–1    | 5–3     | 34–33    | 2        |
| B3 | Fernando González Sébastien Grosjean | 4–6, 6–3, [10–7] | 7–5, 4–6, [4–10]      |                   | 3–6, 4–6              | 1–2    | 3–5     | 29–33    | 3        |
| B4 | Tommy Haas Mark Philippoussis        | 6–3, 6–4         | 6–2, 6–7(3–7), [10–8] | 6–3, 6–4          |                       | 3–0    | 6–1     | 37–23    | 1        |